# 南風崎站

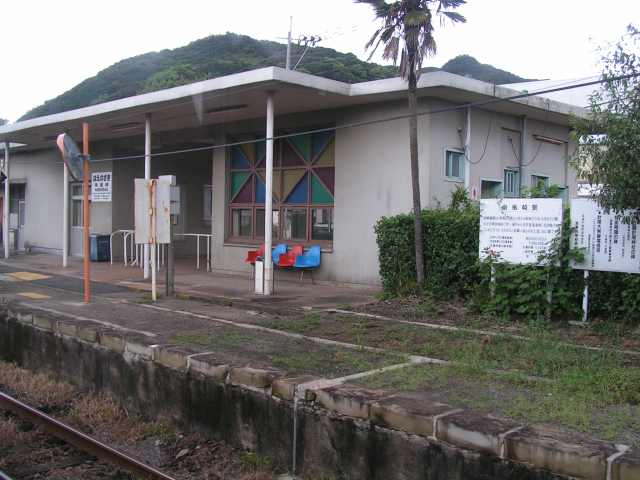
從月台望向車站大樓（2006年8月）

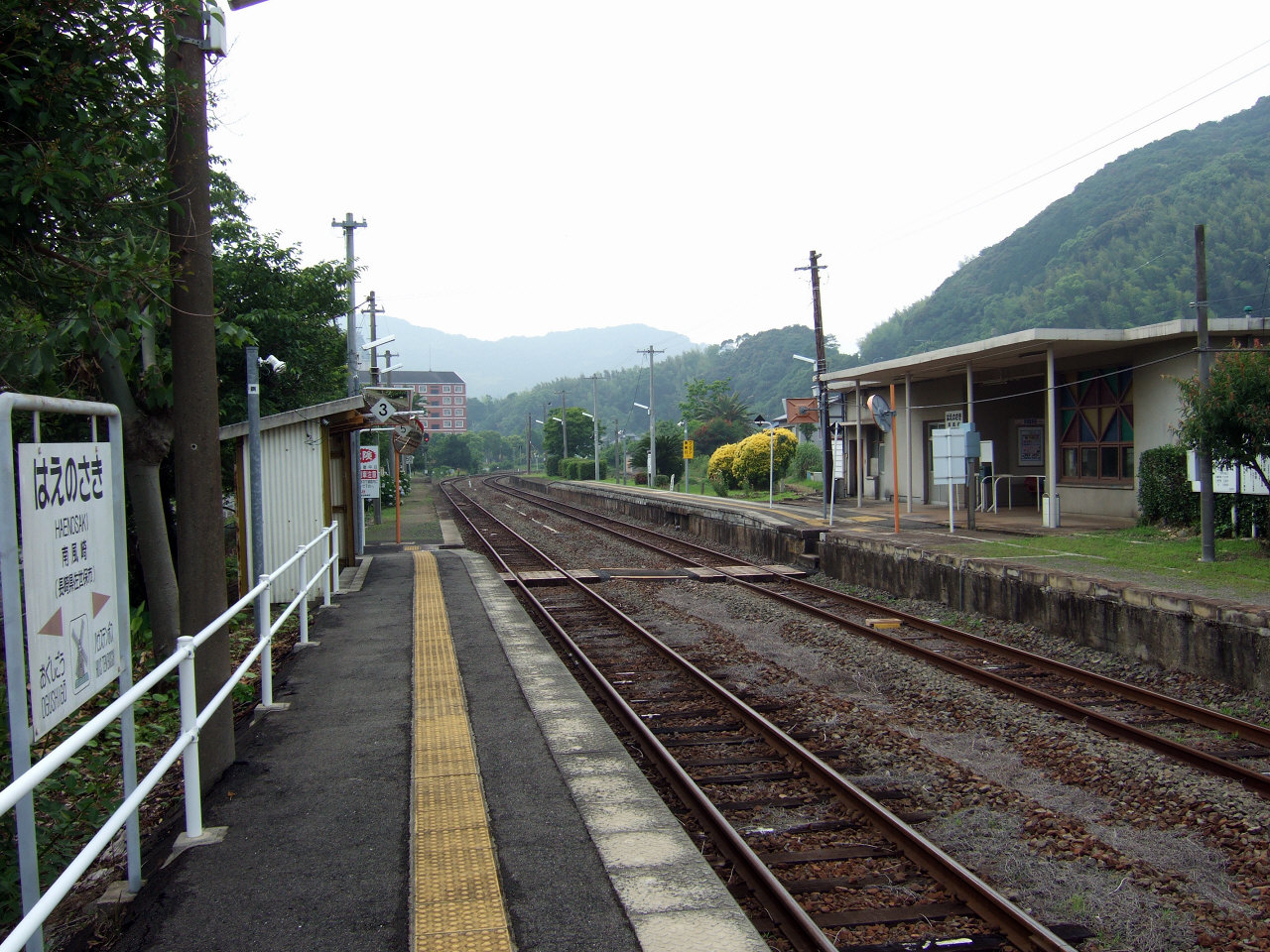
站內（2008年6月）

南風崎站（日语：／ Haenosaki eki */?）是位於長崎縣佐世保市南風崎町，九州旅客鐵道（JR九州）的大村線車站。為難讀車站之一。
在現時豪斯登堡周邊曾經為浦頭港，此站作為轉乘車站。在太平洋戰爭後，於1945年（昭和20年）10月至1950年（昭和25年）4月之間，來自中國、東南亞各地的復員者、遣返者前往此站轉乘專用列車使此站比較有名。
在昭和20年代初期時間表中，曾經設有2至3往返不定期普通列車班次，從南風崎站出發前往東京方向（下行列車前往早岐），當時此站也有遣返援護局。

## 歷史
- 1898年（明治31年）1月20日 - 九州鐵道大村至早岐之間開通，此站啟用。
- 1907年（明治40年）7月1日 - 九州鐵道（第一代）被國有化，成為帝國鐵道廳車站[1][2]。
- 1945年（昭和20年）10月14日 - 車站首個復員、遣返客（9,997人）乘車。
- 1945年（昭和20年）11月24日 - 在針尾島（日语：針尾島）設置了厚生省佐世保地方遣返援護局。此後，南風崎站繼續接受復員、遣返客。
- 1950年（昭和25年）5月5日 - 佐世保地方遣返援護局廢止。
- 1971年（昭和46年）10月20日 - 成為無人車站。
- 1987年（昭和62年）4月1日 - 伴隨國鐵分割民營化，車站由九州旅客鐵道（JR九州）營運[3]。

## 車站構造
車站是一座地面車站，設有2面2線的相對式月台。此站設有車站大樓，當時彩繪玻璃為大樓特徵。兩月台之間設有站內平交道連接。
此站是無人車站。車站月台上還設有復員、遣返運輸相關資訊板。

### 月台
| 月台 | 路線    | 上下行 | 方向       |
| ---- | ------- | ------ | ---------- |
| 1    | ■大村線 | 下行   | 長崎方向   |
| 2    | ■大村線 | 上行   | 佐世保方向 |

## 使用狀況
在2010年度，1日平均乘車人次為15人
| 乘車人次變化 | 乘車人次變化 |
| 年度         | 1日平均人次  |
| ------------ | ------------ |
| 2000         | 15           |
| 2001         | 17           |
| 2002         | 17           |
| 2003         | 20           |
| 2004         | 18           |
| 2005         | 16           |
| 2006         | 17           |
| 2007         |              |
| 2008         |              |
| 2009         |              |
| 2010         | 15           |

## 車站周邊
此站位於佐世保市南邊。在車站北邊設有與大村線並行的國道205號。在車站西邊設有豪斯登堡宿舍。
- 南風崎郵局
- 佐世保市政廳（日语：佐世保市役所）宮分所
- 佐世保市立宮中學
- 佐世保市立宮小學

## 相鄰車站
九州旅客鐵道（JR九州）
大村線
■快速「Sea Side Liner」
通過
■區間快速「Sea Side Liner」、■普通
豪斯登堡－南風崎－小串鄉

## 注腳
1. ↑  九州鉄道百年祭実行委員会・百年史編纂部会 (编).  初版. 九州旅客鉄道. 1988: 65 （日语）.
2. ↑  廣岡治哉 『近代日本交通史 明治維新から第二次大戦まで』 法政大學出版局，1987年4月15日。ISBN 978-4588600173
3. ↑  九州鉄道百年祭実行委員会・百年史編纂部会 (编).  初版. 九州旅客鉄道. 1988: 181 （日语）.
4. ↑  長崎縣統計年鑑

## 外部連結
- JR九州南風崎站 （页面存档备份，存于）（日語）